# Surf's up (ラジオ番組)
『Surf's UP』（サーフス・アップ）は、InterFMでかつて放送されていた番組。

## 放送時間
- 2003年4月 - 2006年9月 土曜・日曜 5:00-7:00
- 2006年10月 - 2007年9月 日曜 5:00-7:00

## 放送内容
- 新旧洋楽を中心に、サーフィン情報に特化している。
- サーフ情報は波情報サイト「なみある?」から紹介。
- 5:30頃には、「アソシエイション・インフォ」として、サーフィンの大会情報などを届けた。
- また、毎週テーマを設けてリスナーからメッセージやリクエストを募集していた。
- 後番組は「SUNDAY SUNRISE」。

## パーソナリティ
- 堀内尚子（2003年4月 - 2007年4月）
- 佐野文俊（2007年4月 - 10月）